# Alexandru Aldea
Alexandru Cătălin Aldea (sinh ngày 5 tháng 3 năm 1995 ở Bucharest) là một cầu thủ bóng đá người România thi đấu cho Steaua București, ở vị trí trung vệ và Tiền vệ phòng ngự.

## Thống kê sự nghiệp

### Câu lạc bộ
(Chính xác tính đến ngày 21 tháng 5 năm 2016)
| Câu lạc bộ              | Mùa giải            | Giải vô địch | Giải vô địch | Cúp     | Cúp       | Cúp Liên đoàn | Cúp Liên đoàn | Châu Âu | Châu Âu   | Khác    | Khác      | Tổng cộng | Tổng cộng |
| Câu lạc bộ              | Mùa giải            | Số trận      | Bàn thắng    | Số trận | Bàn thắng | Số trận       | Bàn thắng     | Số trận | Bàn thắng | Số trận | Bàn thắng | Số trận   | Bàn thắng |
| ----------------------- | ------------------- | ------------ | ------------ | ------- | --------- | ------------- | ------------- | ------- | --------- | ------- | --------- | --------- | --------- |
| Steaua București        |                     |              |              |         |           |               |               |         |           |         |           |           |           |
| 2013–14                 | 0                   | 0            | 0            | 0       | –         | –             | 0             | 0       | 0         | 0       | 0         | 0         |           |
| 2014–15                 | 0                   | 0            | 0            | 0       | 1         | 0             | 0             | 0       | 0         | 0       | 1         | 0         |           |
| 2015–16                 | 0                   | 0            | 0            | 0       | 0         | 0             | 0             | 0       | 0         | 0       | 0         | 0         |           |
| Tổng cộng               | Tổng cộng           | 0            | 0            | 0       | 0         | 1             | 0             | 0       | 0         | 0       | 0         | 1         | 0         |
| Fortuna Poiana Câmpina  |                     |              |              |         |           |               |               |         |           |         |           |           |           |
| 2014–15                 | 5                   | 0            | 1            | 0       | -         | -             | –             | –       | –         | –       | 6         | 0         |           |
| Tổng cộng               | Tổng cộng           | 5            | 0            | 1       | 0         | –             | –             | –       | –         | –       | –         | 6         | 0         |
| Ceahlăul Piatra Neamț   |                     |              |              |         |           |               |               |         |           |         |           |           |           |
| 2014–15                 | 5                   | 0            | –            | –       | –         | –             | –             | –       | –         | –       | 5         | 0         |           |
| Tổng cộng               | Tổng cộng           | 5            | 0            | –       | –         | –             | –             | –       | –         | –       | –         | 5         | 0         |
| Sporting Turnu Măgurele |                     |              |              |         |           |               |               |         |           |         |           |           |           |
| 2015–16                 | 0                   | 0            | –            | –       | –         | –             | –             | –       | –         | –       | 0         | 0         |           |
| Tổng cộng               | Tổng cộng           | 0            | 0            | –       | –         | –             | –             | –       | –         | –       | –         | 0         | 0         |
| CSM Oltenița            |                     |              |              |         |           |               |               |         |           |         |           |           |           |
| 2016–17                 | 0                   | 0            | –            | –       | –         | –             | –             | –       | –         | –       | 0         | 0         |           |
| Tổng cộng               | Tổng cộng           | 0            | 0            | –       | –         | –             | –             | –       | –         | –       | –         | 0         | 0         |
| Tổng cộng sự nghiệp     | Tổng cộng sự nghiệp | 10           | 0            | 1       | 0         | 1             | 0             | 0       | 0         | 0       | 0         | 12        | 0         |

## Danh hiệu
Steaua București
- Românian Liga I: 2013–14